# Hippoporina verrilli
Hippoporina verrilli är en mossdjursart som beskrevs av Maturo och Schopf 1968. Hippoporina verrilli ingår i släktet Hippoporina och familjen Bitectiporidae.
Artens utbredningsområde är Mexikanska golfen. Inga underarter finns listade i Catalogue of Life.